# Cetotherium
Cetotherium (ballena bestia) es un género extinto de cetáceo misticeto emparentado con las ballenas modernas. Vivió durante el Mioceno y el Plioceno. En su tiempo fue presa del Megalodon y de otros predadores marinos. Los cetoterios alcanzaban una longitud de hasta 12 metros.
Estos mamíferos marinos compartían algunas características con las familias Balaenopteridae y Eschrichtiidae. Sin embargo no poseían barbas como los misticetos actuales, que son animales que se alimentan mediante el filtrado del agua con sus barbas. Los primeros individuos con esta característica aparecieron a mediados del Mioceno. Esta y otras características aparecieron como resultado de cambios físicos y medioambientales en los océanos. Un cambio a gran escala en las corrientes y en la temperatura del agua pudo haber propiciado el despegue de los modernos misticetos y el declive de las especies arcaicas.

## Taxonomía
La familia Cetotheriidae y el género Cetotherium (sensu lato) ha sido usado como un taxón cajón de sastre para todo tipo de ballenas barbadas primitivas, muy notablemente por Brandt, 1873, Spassky (1954) y Mčedlidze, 1970. Basándose en los estudios filogenéticos más recientes y las revisiones de muchos géneros nombrados en el siglo XIX, se ha dado paso a una definición más restringida de Cetotheriidae y Cetotherium sensu stricto, limitándose a unas pocas especies. Por ejemplo,Gol'din, Startsev y Krakhmalnaya, 2013 solo incluyeron a C. rathkii y a C. riabinini en el género y a diez géneros en la familia.

### Especies anteriormente asignadas aCetotherium
Las siguientes especies fueron descritas originalmente como integrantes de Cetotherium pero han sido reasignadas a otras géneros o removidas de Cetotherium:

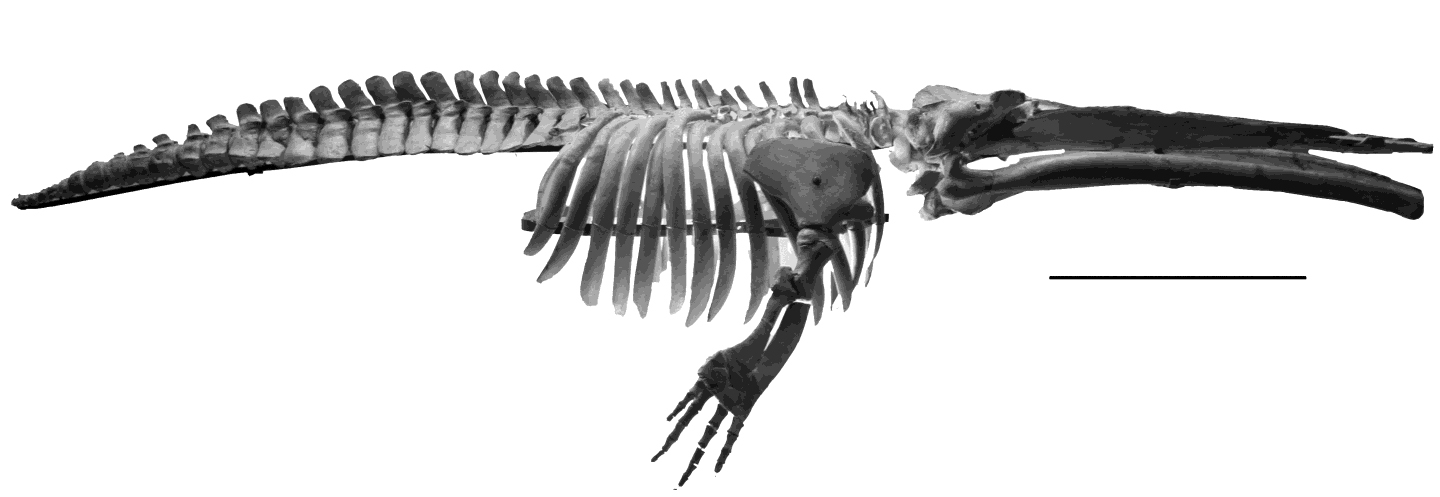
Esqueleto de Cetotherium riabinni.

- Cetotherium furlongi Kellogg, 1925,[3] es conocido de un cráneo parcial del Burdigaliense de la Formación Vaqueros de California, Estados Unidos, pero el holotipo se ha perdido.[4]
- Cetotherium gastaldii Strobel, 1875,[5] conocido de restos de inicios del Plioceno de la Formación Sabbie d'Asti de la región del Piamonte en Italia, es ahora la especie tipo del género de ballena gris Eschrichtioides.[6]
- Cetotherium klinderi Brandt, 1871,[7] es conocido de un hueso del oído aislado de sedimentos del Mioceno de Chişinău, Moldavia. Aunque es fragmentario, no parece ser congenérico con ninguna de las dos especies válidas de Cetotherium.[2]
- Cetotherium maicopicum Spasski, 1951,[8] basado en un espécimen de finales del Mioceno en la zona rusa del Cáucaso, ha sido reasignado al género Kurdalagonus de la misma región.[9]
- Cetotherium mayeri Brandt, 1871,[7] conocido de un esqueleto parcial, aparentemente no pertenece al género Cetotherium.[2]